# Cuando me sonreís
Cuando me sonreís fue una telenovela argentina producida por RGB Entertainment y Telefe Contenidos, transmitida por Telefe en el 2011. Protagonizada por Facundo Arana y Julieta Díaz. Coprotagonizada por Fabio Aste, Verónica Pelacccini, Felipe Villanueva y Nazareno Anton. Antagonizada por Mercedes Funes. También, contó con las actuaciones juveniles de Benjamín Rojas y Lali Espósito. Y las actuaciones especiales de Daniel Campomenosi y los primeros actores Mario Pasik y Julia Calvo.

## Sinopsis
Cuando me sonreís es una comedia romántica ideada por Marta Betoldi, Ricardo Rodríguez y Gustavo Yankelevich, que cuenta cómo la estructurada vida de Gastón Murfi (Facundo Arana) cambia de la noche a la mañana con la aparición de su padre, Juan (Mario Pasik) a quien dejó de ver cuando era un adolescente; y a su hermano que no conocía, Juanse (Benjamin Rojas) que juntos le hacen creer a Gastón que Juanse es su hijo. También aparece en la vida de Gastón su nueva vecina Luna (Julieta Díaz), recién llegada al barrio tras un desengaño amoroso para instalar un bar junto a su hermana Mili (Lali Espósito).

## Elenco

### Protagonistas
- Facundo Arana como Gastón Armando Murfi.
- Julieta Díaz como Luna Rivas.

### Coprotagonistas
- Benjamín Rojas como Juan Segundo "Juanse" Murfi.
- Lali Espósito como Milagros "Mili" Rivas.
- Mercedes Funes como María Victoria Hardy.
- Mario Pasik como Juan Armando Murfi.
- Julia Calvo como Roberta Ríos.
- Fabio Aste como Martín "Tincho" José Jaramillo.
- Felipe Villanueva como Facundo "Faca" Ríos.
- Verónica Pelaccini como Mercedes Rueda.
- Nazareno Anton como Juan Pablo "Juampi" Murfi
- Daniel Campomenosi como Samuel Lavsky.

### Participaciones
- Peter Lanzani como Germán O´Toole.
- Sebastián Estevanez como Mario "Marito"/ El Faraón Gabardina.
- Florencia Miller como Pamela.
- Pablo Alborán como el mismo.
- Patricia Viggiano como Martina Ferrari.
- Sofía Reca como Lucía Fernández.
- Gino Renni como Roberto "Robby" Wilson.
- Patricia Palmer como Norma Taratuti.
- Divina Gloria como Divine Gaynor.
- Leonardo Centeno como Claudio.
- Fernando Lupiz como Sergio Fernández.
- Nancy Anka como Marina.
- Anahí Martella como Rosana Tronconi.
- Leonardo Azamor como Amador.
- Noelia Vicente como La Gitana.
- Charly Gitanos como El Gitano.
- Fabiana Donato como Adriana.
- Irene Goldszer como Carolina "Caro".

### Cameos
- Natalia Oreiro como Leonora.
- Daniel Hendler como Adrián.

## Episodios
| Episodio n.º | Título original                     | Estreno                                                | Notas |  |
| ------------ | ----------------------------------- | ------------------------------------------------------ | --- |  |
| 1            |                                     | 03/08/11                                               | [ 2 ] |  |
| 2            |                                     | 04/08/11                                               | |  |
| 3            | "La última cena"                    | 08/08/11                                               | |  |
| 4            | "Será justicia"                     | 09/08/11                                               | |  |
| 5            | "ADN"                               | 10/08/11                                               | |  |
| 6            | "Pater Family"                      | 11/08/11                                               | |  |
| 7            | "Un largo camino a casa"            | 15/08/11                                               | |  |
| 8            | "Convivencia"                       | 16/08/11                                               | |  |
| 9            | "Maldita Obsesión"                  | 17/08/11                                               | |  |
| 10           | "Mi pobre angelito"                 | 18/08/11                                               | |  |
| 11           | "Nido de ratas"                     | 22/08/11                                               | |  |
| 12           | "La guerra de los Roses"            | 23/08/11                                               | |  |
| 13           | "Patear el tablero"                 | 24/08/11                                               | Participación de Natalia Oreiro y Daniel Hendler.                                                                |  |
| 14           | "Ella, yo, y mi otro yo"            | 25/08/11                                               | |  |
| 15           | "Amnesia"                           | 25/08/11                                               | |  |
| 16           | "Rueda de prensa"                   | 30/08/11                                               | |  |
| 17           | "Sueño de una noche de invierno"    | 31/08/11                                               | |  |
| 18           | "Cómplices"                         | 04/09/11                                               | Participación de Sebastián Estevanez                                                                             |  |
| 19           | "Qué he hecho yo para merecer esto" | 05/09/11                                               | |  |
| 20           | "Convivencia"                       | 06/09/11                                               | |  |
| 21           | "Terapia intensiva"                 | 07/09/11                                               | |  |
| 22           | "Madre hay una sola"                | 08/09/11                                               | |  |
| 23           | "Karaoke"                           | 12/09/11                                               | |  |
| 24           | "Cadena de favores"                 | 13/09/11                                               | |  |
| 25           | "Amigos son los amigos"             | 15/09/11                                               | |  |
| 26           | "Soy tu fan"                        | 19/09/11                                               | Participación de Pablo Alborán                                                                                   |  |
| 27           | "Veinte años no es nada"            | 20/09/11                                               | Participación de Patricia Viggiano.                                                                              |  |
| 28           | "La celebración"                    | 21/09/11                                               | |  |
| 29           | "Adiós hermano cruel"               | 22/09/11                                               | |  |
| 30           | "Identidad reservada"               | 26/09/11                                               | |  |
| 31           | "Cortocircuito"                     | 27/09/11                                               | |  |
| 32           | "Cena x 4"                          | 29/09/11                                               | |  |
| 33           | "La prueba"                         | 30/09/11                                               | Participación de Patricia Viggiano.                                                                              |  |
| 34           | "La firma"                          | 04/10/11                                               | |  |
| 35           | "Retrato"                           | 05/10/11                                               | |  |
| 36           | "Confianza ciega"                   | 06/10/11                                               | |  |
| 37           | "Il morto qui parla"                | 10/10/11                                               | |  |
| 38           | "El amor lo vence todo"             | 11/10/11                                               | |  |
| 39           | "Hoy estamos de remate"             | 13/10/11                                               | |  |
| 40           | "El amor es más fuerte"             | 16/10/11                                               | |  |
| 41           | "La confesión"                      | 17/10/11                                               | Participación de Gino Renni, Patricia Palmer y Peter Lanzani.                                                    |  |
| 42           | "La fuga"                           | 18/10/11                                               | Participación de Gino Renni, Patricia Palmer y Juan Pedro Lanzani.                                               |  |
| 43           | "Día D"                             | 20/10/11                                               | Participación de Gino Renni, Patricia Palmer y Juan Pedro Lanzani.                                               |  |
| 44           | "Novia fugitiva"                    | 24/10/11                                               | Participación de Gino Renni, Patricia Palmer y Juan Pedro Lanzani. Finaliza sus grabaciones Sebastián Estevanez. |  |
| 45           | "La misión"                         | 25/10/11                                               | Participación de Gino Renni, Patricia Palmer y Juan Pedro Lanzani.                                               |  |
| 46           | "Hable con ella"                    | 26/10/11                                               | Participación de Gino Renni, Patricia Palmer y Juan Pedro Lanzani.                                               |  |
| 47           | "En el nombre del padre"            | 27/10/11                                               | Participación de Gino Renni, Patricia Palmer y Juan Pedro Lanzani.                                               |  |
| 48           | "A corazón partido"                 | 31/10/11                                               | Participación de Patricia Palmer, Patricia Viggiano y Juan Pedro Lanzani.                                        |  |
| 49           | "La despedida"                      | 01/11/11                                               | Participación de Patricia Palmer, Patricia Viggiano y Juan Pedro Lanzani.                                        |  |
| 50           | "El prófugo"                        | 03/11/11                                               | Participación de Patricia Palmer, Patricia Viggiano y Juan Pedro Lanzani.                                        |  |
| 51           | "La búsqueda"                       | 04/11/11                                               | Participación de Patricia Palmer, Patricia Viggiano y Juan Pedro Lanzani.                                        |  |
| 52           | "Operación padre"                   | 07/11/11                                               | Participación de Patricia Palmer, Patricia Viggiano y Juan Pedro Lanzani.                                        |  |
| 53           | "Anestesia"                         | 08/11/11                                               | Participación de Patricia Palmer, Patricia Viggiano y Juan Pedro Lanzani.                                        |  |
| 54           | "Pecado Mortal"                     | 09/11/11                                               | Participación de Patricia Palmer, Patricia Viggiano y Juan Pedro Lanzani y Arturo Frutos.                        |  |
| 55           | "Olé"                               | 14/11/11                                               | Participación de Patricia Palmer, Patricia Viggiano y Juan Pedro Lanzani, Estéfano, Arturo Frutos.               |  |
| 56           | "Mentiras verdaderas"               | 15/11/11                                               | Participación de Patricia Palmer, Patricia Viggiano y Juan Pedro Lanzani.                                        |  |
| 57           | "Amores que matan"                  | 17/11/11                                               | Participación de Patricia Palmer, Patricia Viggiano y Juan Pedro Lanzani.                                        |  |
| 58           | "El desvío"                         | 21/11/11                                               | Participación de Patricia Palmer, Patricia Viggiano y Juan Pedro Lanzani.                                        |  |
| 59           | "El club de la pelea"               | 22/11/11                                               | Participación de Patricia Palmer, Patricia Viggiano, Juan Pedro Lanzani y Pablo Alborán.                         |  |
| 60           | "Game over"                         | 24/11/11                                               | Participación de Patricia Palmer, Patricia Viggiano y Juan Pedro Lanzani.                                        |  |
| 61           | "Foja cero"                         | 28/11/11                                               | Participación de Patricia Palmer, Patricia Viggiano y Juan Pedro Lanzani.                                        |  |
| 62           | "Familia tipo"                      | 29/11/11                                               | Participación de Patricia Palmer y Juan Pedro Lanzani.                                                           |  |
| 63           | "Mens sana in corpore sano"         | 01/12/11                                               | Participación de Patricia Palmer y Juan Pedro Lanzani.                                                           |  |
| 64           | "Speed Dating"                      | 05/12/11                                               | Participación de Patricia Palmer.                                                                                |  |
| 65           | "Matrimonio por conveniencia"       | 06/12/11                                               | Participación de Patricia Palmer y Juan Pedro Lanzani.                                                           |  |
| 66           | "Duérmete niño"                     | 07/12/11                                               | Participación de Patricia Palmer y Juan Pedro Lanzani.                                                           |  |
| 67           | "Bésame mucho"                      | 08/12/11                                               | Participación de Patricia Palmer y Juan Pedro Lanzani.                                                           |  |
| 68           | "Love story"                        | 13/12/11                                               | Participación de Patricia Palmer y Juan Pedro Lanzani.                                                           |  |
| 69           | "El día después"                    | Participación de Patricia Palmer y Juan Pedro Lanzani. | |  |
| 70           | "La hora de la verdad"              | 17/12/11                                               | Participación de Patricia Palmer y Juan Pedro Lanzani.                                                           |  |
| 71           | "Apocalipsis now"                   | 19/12/11                                               | Participación de Patricia Palmer y Juan Pedro Lanzani.                                                           |  |
| 72           | "Expulsados                         | 20/12/11                                               | Participación de Patricia Palmer y Juan Pedro Lanzani.                                                           |  |
| 73           | "Boomerang"                         | 21/12/11                                               | Participación de Patricia Palmer y Juan Pedro Lanzani.                                                           |  |
| 74           | "El amor después del amor"          | 22/12/11                                               | Participación de Patricia Palmer y Juan Pedro Lanzani.                                                           |  |
| 75           | "Let it be"                         | 26/12/11                                               | |  |
| 76           | "Family Game"                       | 27/12/11                                               | |  |
| 77           | "Happy end"                         | 28/12/11                                               | |  |
| 78           | "Bonus Track"                       | 30/12/11                                               | Participación de Patricia Palmer y Juan Pedro Lanzani. y Sebastián Estevanez                                     |  |

### Ficha técnica
- Sobre Una Idea De: Betoldi – Rodríguez
- Autores: Marta Betoldi – Ricardo Rodríguez
- Co-Autores: Laura Farhi – Gastón Cerana
- Iluminación: Armando Catube – Carlos Echenique
- Sonido: Marcos Miranda – Luis Rojo
- Escenografía: Roberto Domínguez
- Ambientación: Brenda Kreiner – Ana V. Fernández
- Vestuario: Anabella Mosca – Lucía Rosauer
- Asistentes De Dirección: Ricardo Calapeña – Alejandro Barrientos – Víctor Farías
- Coordinación De Producción: Julián Hernández
- Post-Producción: Paulo Mongielo
- Diseño De Arte y Escenografía: Laura Russo
- Producción Ejecutiva: Laura Fernández
- Dirección: Flavio Rondelli – Diego Suárez – Diego Sánchez
- Producción General: RGB Entertainment

## Audiencia
Cuando me sonreís llegaba a la pantalla de Telefé para poder captar público y poder mejorar el índice de audiencia de la franja horaria, ya que la ficción Un año para recordar no logró superar las expectativas del canal. Cuando fue emitida por primera vez, la gerencia del canal se ilusionó con su rating al lograr promediar 19 puntos con picos de 24 pero a 6.3 puntos de su competidor directo Herederos de una venganza (El Trece) al correr los días las marcas cosechadas eran cada vez más bajas, la ficción pareció estacionarse en los 12 o 10 puntos de rating, pero no, el índice de audiencia fue cada vez más bajo, al finalizar el ciclo de Susana Giménez, la ficción ocupa su lugar, en competencia directa con el final de Los Únicos (El Trece), pero aun así pierde más rating logrando un piso de 6.1 puntos de rating e inclusive quedando 3.º en su franja por debajo de Bendita TV (Canal 9). La comedia finalizó luego de casi 5 meses al aire, el 30 de diciembre de 2011, con un promedio total de 11.1 puntos de rating.

## Premios y nominaciones

### Premios Martín Fierro
| Año  | Categoría                           | Receptor         | Resultado |
| ---- | ----------------------------------- | ---------------- | --------- |
| 2011 | Mejor Telenovela                    | Mejor Telenovela | Nominada  |
| 2011 | Mejor Actor - Telenovela o Comedia  | Facundo Arana    | Nominado  |
| 2011 | Mejor Actriz - Telenovela o Comedia | Julieta Díaz     | Nominada  |